# Tetraulax rothi
Tetraulax rothi är en skalbaggsart som beskrevs av Pierre Lepesme och Stefan von Breuning 1955. Tetraulax rothi ingår i släktet Tetraulax och familjen långhorningar. Inga underarter finns listade i Catalogue of Life.